# Paragus tsimbazazensis
Paragus tsimbazazensis är en tvåvingeart som beskrevs av Kassebeer 1999. Paragus tsimbazazensis ingår i släktet stäppblomflugor, och familjen blomflugor. Inga underarter finns listade i Catalogue of Life.